# The Goddess of Chance
The Goddess of Chance è un cortometraggio muto del 1917 diretto da Burton L. King. Prodotto dalla Selig Polyscope Company, il film aveva come interpreti Robyn Adair, Ed Brady.

## Produzione
Il film fu prodotto dalla Selig Polyscope Company.

## Distribuzione
Distribuito dalla General Film Company, il film - un cortometraggio in una bobina - uscì nelle sale cinematografiche statunitensi nell'aprile 1917.